# 前無畏艦
前無畏艦（Pre-dreadnought battleship）是在1890年代中期至1905年期間建造的戰艦的統稱。它取代鐵甲艦，成為各國海軍的主力，直至二十世紀初被無畏艦所取代。

## 近代海軍轉折與發展

### 技術探索與改進
前無畏艦介于鐵甲艦和無畏艦之间。较鐵甲艦增加排水量至1万吨以上，标配2至4门12寸左右的重型火炮为主炮，仍在舷侧配有大量一種以上中口径火炮为副砲；技术上，因电动或液压系统的普及，沉重的主炮得以安装更沉重的封闭式装甲旋转炮塔，和机械辅助装填，而非鐵甲艦包括操舵仍依赖众多人力操作；船体完全采用钢结构，而非钢木混合结构；动力采用燃煤蒸汽機，而非机帆混合动力。较無畏艦，则主炮数量较少，仍类似风帆战舰时代以接舷近战战术为主导思想，而非無畏艦以远距离重炮跨射作战为主要作战手段。

### 機械化黃金時代
在1890年代，各國海軍開始以英國莊嚴级戰艦作為藍本建造新型戰艦。典型的前無畏艦演进过程经历了英国特拉法加級鐵甲艦-->君權級戰艦-->莊嚴级戰艦至最后的納爾遜勛爵級戰艦过程，随后进入無畏艦时代。主要技术革新集中在炮塔上；从开始的固定露天炮台人力火炮旋转，演化至一体化炮塔机械力旋转；从梨形炮座，提弹机位于炮塔座圈之外，演化至炮塔轴心提弹机，全方向供弹。当这些千奇百怪的新技术在实战的尝试中稳定成型为各国采用后，最终促成了無畏型戰列艦的诞生。
以義大利、德國、日本和美國等新興海軍強國以前無畏艦為骨幹，大力擴充艦隊。面對新興力量的威脅，英國、法國和俄羅斯亦以擴充艦隊作為回應。因此，在1890年代，新建戰艦數量大增，新戰艦的外表亦十分相似。

## 腳註
1. ↑  Beeler, John, Birth of the Battleship: British Capital Ship Design 1870–1881. Caxton, London, 2003. ISBN 1-84067-534-9